# GLORY 13 TOKYO
GLORY 13 TOKYO（グローリー・サーティーン・トウキョウ）は、ヨーロッパのキックボクシング団体「GLORY」の大会の一つ。2013年12月21日、東京都江東区の有明コロシアムで開催された。

## 大会概要
5月のGLORY 8 TOKYOに続いてGLORYの3度目の日本大会。この大会ではピーター・アーツとレミー・ボンヤスキーの引退試合、セミー・シュルトの引退セレモニーが行われるため、主催者は『大引退』と題して宣伝している。また、ウェルター級(−77kg)の4人制世界トーナメントが開催される。
GLORYがアメリカのSpike TVでの放送が決定して以降に採用されている二部構成となっており、第一部が『GLORY Super Fight Series Tokyo』、第二部がメインカードの二部構成となっている。通常、全世界にPPVライブストリーミング生中継されるのは第二部のメインカードのみで第一部は約2週間後に無料配信となっているが、今大会では第一部のGLORY Super Fight Series Tokyoにも豪華な対戦カードが揃っていることもあって、第一部・第二部共にPPV生中継される。
アーツやボンヤスキーといった、かつてK-1を主戦場としていた選手が数多く出場することから、元K-1のプロデューサー（FEG社長）だった谷川貞治が本イベント限定でゲストプロデューサーを務める。
日本でのテレビ放送はBSフジで12月22日24時（23日0時）から放送される。
今大会には現役プロボクシング5階級制覇王者フロイド・メイウェザー・ジュニアなどのセレブもリングサイドで観戦する。

## 対戦カード

### GLORY Super Fight Series Tokyo
フェザー級(−65kg) 3分3R延長1R
 久保優太 vs  モッサブ・アムラーニ

ウェルター級(−77kg) 3分3R延長1R
 アルトゥール・キシェンコ vs  拳月

GLORYウェルター級世界トーナメント 2013 リザーブマッチ 3分3R延長1R
 アレキサンダー・ステツレンコ vs  カリム・ガジ

ヘビー級 3分3R延長1R
 エヴェルトン・テイシェイラ vs  ヘスディ・カラケス

ヘビー級 3分3R延長1R
 ジェロム・レ・バンナ vs  セルゲイ・ハリトーノフ

ヘビー級 3分3R延長1R 【レミー・ボンヤスキー引退試合】
 レミー・ボンヤスキー vs  アンダーソン・ブラドック・シルバ

### Main Card
第1試合 GLORYウェルター級世界トーナメント 2013 一回戦 3分3R延長1R
 ニキー・ホルツケン vs  カラペット・カラペティアン

第2試合 GLORYウェルター級世界トーナメント 2013 一回戦 3分3R延長1R
 ジョセフ・バルテリーニ vs  レイモンド・ダニエルズ

第3試合 ライトヘビー級(-95kg) 3分3R延長1R
○  上原誠 vs  ダスティン･ジャコビー

第4試合 ヘビー級 3分3R延長1R
×  ダニエル・ギタ vs  エロール・ジマーマン

第5試合 GLORYウェルター級世界トーナメント 2013 決勝 3分3R延長1R

第6試合 ヘビー級 3分3R延長1R 【ピーター・アーツ引退試合】
 ピーター・アーツ vs  リコ・ヴァーホーベン